# Lista över ledamöter av det skotska parlamentet 2003-2007
Det här är en lista över ledamöter av de skotska parlamentet 2003–2007. I listan visa ledamöternas namn, parti och valdistrikt.

## A
- Brian Adam (SNP) - Aberdeen North
- Bill Aitken (Con) - Glasgow
- Wendy Alexander (Lab) - Paisley North
- Andrew Arbuckle (Lib-Dem) - Mid Scotland and Fife sedan januari 2005)

## B
- Jackie Baillie (Lab) - Dumbarton
- Shiona Baird (Grn) - North East Scotland
- Richard Baker (Lab) - North East Scotland
- Chris Ballance (Grn) - South of Scotland
- Mark Ballard (Grn) - Lothians
- Scott Barrie (Lab) - Dunfermline West
- Sarah Boyack (Lab) - Edinburgh Central
- Rhona Brankin (Lab) - Midlothian
- Ted Brocklebank (Con) - Mid Scotland and Fife
- Robert Brown (Lib Dem) - Glasgow
- Derek Brownlee (Con) - South of Scotland sedan juni 2005
- Bill Butler (Lab) - Glasgow Anniesland
- Rosemary Byrne (SSP) - South of Scotland

## C
- Dennis Canavan (Ind) - Falkirk West
- Malcolm Chisholm (Lab) - Edinburgh North and Leith
- Cathie Craigie (Lab) - Cumbernauld and Kilsyth
- Bruce Crawford (SNP) - Mid Scotland and Fife
- Roseanna Cunningham (SNP) - Perth
- Frances Curran (SSP) - West of Scotland
- Margaret Curran (Lab) - Glasgow Baillieston

## D
- David Davidson (Con) - North East Scotland
- Susan Deacon (Lab) - Edinburgh East and Musselburgh
- Lord James Douglas-Hamilton (Con) - Lothians

## E
- Helen Eadie (Lab) - Dunfermline East
- Fergus Ewing (SNP) - Inverness East, Nairn and Lochaber
- Margaret Ewing (SNP) - Moray

## F
- Linda Fabiani (SNP) - Central Scotland
- Patricia Ferguson (Lab) - Glasgow Maryhill
- Alex Fergusson (Con) - Galloway & Upper Nithsdale
- Ross Finnie (Lib Dem) - West of Scotland
- Colin Fox (SSP) - Lothians
- Murdo Fraser (Con) - Mid Scotland and Fife

## G
- Phil Gallie (Con) - South of Scotland
- Rob Gibson (SNP) - Highlands and Islands
- Karen Gillon (Lab) - Clydesdale
- Marlyn Glen (Lab) - North East Scotland
- Trish Godman (Lab) - West Renfrewshire
- Annabel Goldie (Con) - West of Scotland
- Donald Gorrie (Lib Dem) - Central Scotland
- Christine Grahame (SNP) - South of Scotland

## H
- Robin Harper (Grn) - Lothians
- Patrick Harvie (Grn) - Glasgow
- Hugh Henry (Lab) - Paisley South
- John Home Robertson (Lab) - East Lothian
- Janis Hughes (Lab) - Glasgow Rutherglen
- Fiona Hyslop (SNP) - Lothians

## I
- Adam Ingram (SNP) - South of Scotland

## J
- Gordon Jackson (Lab) - Glasgow Govan
- Sylvia Jackson (Lab) - Stirling
- Cathy Jamieson (Lab) - Carrick, Cumnock and Doon Valley
- Margaret Jamieson (Lab) - Kilmarnock and Loudoun
- Alex Johnstone (Con) - North East Scotland

## K
- Rosie Kane (SSP) - Glasgow
- Andy Kerr (Lab) - East Kilbride

## L
- Johann Lamont (Lab) - Glasgow Pollok
- Carolyn Leckie (SSP) - Central Scotland
- Marilyn Livingstone (Lab) - Kirkcaldy
- Richard Lochhead (SNP) - North East Scotland
- George Lyon (Lib Dem) - Argyll and Bute

## M
- Kenny MacAskill (SNP) - Lothians
- Lewis Macdonald (Lab) - Aberdeen Central
- Margo MacDonald (Ind) - Lothians
- Kenneth Macintosh (Lab) - Eastwood
- Kate Maclean (Lab) - Dundee West
- Maureen Macmillan (Lab) - Highlands and Islands
- Campbell Martin (vald som SNP men oberoende sedan 2004) - West of Scotland
- Paul Martin (Lab) - Glasgow Springburn
- Tricia Marwick (SNP) - Mid Scotland and Fife
- Jim Mather (SNP) - Highlands and Islands
- Michael Matheson (SNP) - Central Scotland
- Stewart Maxwell (SNP) - West of Scotland
- Christine May  (Lab) - Fife Central
- Frank McAveety (Lab) - Glasgow Shettleston
- Tom McCabe (Lab) - Hamilton South
- Jack McConnell (Lab) - Motherwell and Wishaw
- Bruce McFee (SNP) - West of Scotland
- Jamie McGrigor (Con) - Highlands and Islands
- David McLetchie (Con) - Edinburgh Pentlands
- Michael McMahon (Lab) - Hamilton North and Bellshill
- Duncan McNeil (Lab) - Greenock and Inverclyde
- Pauline McNeill (Lab) - Glasgow Kelvin
- Des McNulty (Lab) - Clydebank and Milngavie
- Nanette Milne (Con) - North East Scotland
- Margaret Mitchell (Con) - Central Scotland
- Brian Monteith (Con) - Mid Scotland and Fife
- Alasdair Morgan (SNP) - South of Scotland
- Alasdair Morrison (Lab) - Western Isles
- Bristow Muldoon (Lab) - Livingston
- Mary Mulligan (Lab) - Linlithgow
- John Farquhar Munro (Lib Dem) - Ross, Skye and Inverness West
- Elaine Murray (Lab) - Dumfries

## N
- Alex Neil (SNP) - Central Scotland

## O
- Irene Oldfather (Lab) - Cunninghame South

## P
- Peter Peacock (Lab) - Highlands and Islands
- Cathy Peattie (Lab) - Falkirk East
- Mike Pringle (Lib Dem - Edinburgh South
- Jeremy Purvis  (Lib Dem) - Tweeddale, Ettrick & Lauderdale

## R
- Nora Radcliffe (Lib Dem) - Gordon
- Keith Raffan (Lib Dem) - Mid Scotland and Fife, avgick i januari 2005
- George Reid (SNP men oberoende som Presiding Officer - Ochil
- Shona Robison (SNP) - Dundee East
- Euan Robson (Lib Dem) - Roxburgh and Berwickshire
- Mike Rumbles (Lib Dem) - West Aberdeenshire and Kincardine
- Mark Ruskell (Grn) - Mid Scotland and Fife

## S
- Mary Scanlon (Con) - Highlands and Islands
- Eleanor Scott (Grn) - Highlands and Islands
- John Scott (Con) - Ayr
- Tavish Scott (Lib Dem) - Shetland
- Tommy Sheridan (SSP) - Glasgow
- Elaine Smith (Lab) - Coatbridge and Chryston
- Iain Smith (Lib Dem) - North East Fife
- Margaret Smith (Lib Dem) - Edinburgh West
- Nicol Stephen (Lib Dem) - Aberdeen South
- Stewart Stevenson (SNP) - Banff and Buchan
- Jamie Stone (Lib Dem) - Caithness, Sutherland and Easter Ross
- Nicola Sturgeon (SNP) - Glasgow
- John Swinburne (SSCUP) - Central Scotland
- John Swinney (SNP) - North Tayside

## T
- Murray Tosh (Con) - West of Scotland
- Jean Turner  (Ind) - Strathkelvin & Bearsden

## W
- Jim Wallace (Lib Dem) - Orkney
- Mike Watson (Lab) - Glasgow Cathcart
- Andrew Welsh (SNP) - Angus
- Sandra White (SNP) - Glasgow
- Karen Whitefield (Lab) - Airdrie and Shotts
- Allan Wilson (Lab) - Cunninghame North